# 非教派
非教派（英語：non-denominational）是指某一宗教的信徒或組織的信仰不局限於此一宗教的特定教派。這個詞常被用在以下的情境：耆那教、 巴哈伊信仰、 琐罗亚斯德教、 一神普救派、 異教、 基督教、 伊斯兰教、 犹太教、 印度教、 佛教和威卡教 。